# Milan Biševac
Milan Biševac (Servisch: Милан Бишевац) (Titova Mitrovica, 31 augustus 1983) is een Servisch voormalig voetballer die doorgaans als verdediger speelde. Biševac debuteerde in 2006 in het Servisch voetbalelftal.

## Clubcarrière
Hij brak door bij Rode Ster Belgrado en kwam in 2007 naar Frankrijk waar Biševac eerst voor RC Lens speelde. Tussen 2008 en 2011 kwam hij 100 keer uit voor Valenciennes FC. In de zomer van 2011 tekende hij voor drie jaar bij Paris Saint-Germain. Een jaar later ging hij voor Olympique Lyonnais spelen. Vanaf januari kwam hij uit voor SS Lazio. Hij verruilde Lazio in augustus 2016 transfervrij voor FC Metz. Hij besloot zijn loopbaan in het seizoen 2018/19 in Luxemburg bij F91 Dudelange.

## Interlandcarrière
In 2004 en 2006 maakte Biševac deel uit van de Servische en Montenegrijnse selectie voor het Europees kampioenschap voetbal onder 21 waar het team in 2004 als tweede eindigde. Ook maakte hij deel uit van de selectie voor de Olympische Zomerspelen in 2004. Sinds 2006 komt hij uit voor het Servisch voetbalelftal. Onder leiding van bondscoach Javier Clemente maakte Stojković zijn debuut op 16 augustus 2006 in de vriendschappelijke uitwedstrijd tegen Tsjechië (1-3) in Uherské Hradiště. Andere debutanten in dat duel waren Aleksandar Trišović (Rode Ster Belgrado), Milan Stepanov (Trabzonspor) en Vladimir Stojković (FC Nantes).

## Erelijst
| Kampioen Superliga | 1x | 2005/06 |
| Beker van Servië   | 1x | 2005/06 |